# Distrito de Érd
El distrito de Érd (húngaro: Érdi járás) es un distrito húngaro perteneciente al condado de Pest. Forma parte del área metropolitana de Budapest.
En 2013 contaba con 117 304 habitantes. Su capital es Érd.

## Municipios
El distrito tiene 4 ciudades (en negrita), una de ellas con estatus de ciudad de derecho condal (la capital Érd), un pueblo mayor (en cursiva) y 2 pueblos (población a 1 de enero de 2013):
- Diósd (9235)
- Érd (63 333) – la capital
- Pusztazámor (1156)
- Sóskút (3100)
- Százhalombatta (18 577)
- Tárnok (8888)
- Törökbálint (13 015)